# (6802) Cernovice
(6802) Cernovice es un asteroide perteneciente al cinturón de asteroides, descubierto el 24 de octubre de 1995 por Miloš Tichý desde el Observatorio Kleť, České Budějovice, República Checa.

## Designación y nombre
Designado provisionalmente como 1995 UQ2. Debe su nombre a la pequeña ciudad donde vivió el descubridor durante su juventud. Fundada en el siglo XIV, Černovice está situada en medio del agradable paisaje de las Tierras Altas de Chequia y Moravia en el sur de Bohemia.

## Características orbitales
Cernovice está situado a una distancia media del Sol de 3,047 ua, pudiendo alejarse hasta 3,813 ua y acercarse hasta 2,282 ua. Su excentricidad es 0,251 y la inclinación orbital 2,098 grados. Emplea 1943,04 días en completar una órbita alrededor del Sol.
Los próximos acercamientos a la órbita de Júpiter ocurrirán el 19 de agosto de 2041, el 18 de enero de 2051 y el 9 de septiembre de 2099.

## Características físicas
La magnitud absoluta de Cernovice es 13,46. Tiene 11,211 km de diámetro y su albedo se estima en 0,089.